# Veronica Landers
Pour les articles homonymes, voir Landers (homonymie).
 (octobre 2023).
Si vous disposez d'ouvrages ou d'articles de référence ou si vous connaissez des sites web de qualité traitant du thème abordé ici, merci de compléter l'article en donnant les références utiles à sa vérifiabilité et en les liant à la section « Notes et références ».
Veronica Landers (née Martin) est un personnage du feuilleton télévisé Les Feux de l'amour. Elle est interprétée par Tracy Melchior (en) durant quelques épisodes en 1997, puis par Candice Daly (en) jusqu'à la mort du personnage le 20 août 1998.

## Interprètes
Candice Daly (en) est décédée le 14 décembre 2004.